# Psiquiatria da infância e adolescência
A Psiquiatria da infância e adolescência é uma especialidade autónoma da Psiquiatria, desde 1984.
Esta especialidade é exercida por médicos que se especializam no diagnóstico e, se indicado, tratamento de perturbações do pensamento, humor e/ou comportamento que afectam crianças, adolescentes e suas famílias.

## A prática da pedopsiquiatria
O pedopsiquiatra usa conhecimentos de evidências biológicas, psicológicas e sociais no trabalho com o paciente. Inicialmente, um exame diagnóstico é realizado para avaliar o problema atual, com especial atenção para componentes físicos, genéticos, de desenvolvimento, emocionais, cognitivos, educacionais, familiares, contacto com pares e sociais. Após o diagnóstico, é proposto um plano de tratamento, que muitas vezes envolve uma abordagem integral do indivívuo, psicoterapia de grupo ou individual, medicamentos ou consultas com outros profissionais médicos, da escola, tribunais e agentes sociais. Além disso, o psiquiatra da infância e adolescência está preparado para agir em benefício da criança ou adolescente, como em tribunais e processos.
A partir da década de 70, a psiquiatria da infância e adolescência  passou a abordar a criança dentro de seu próprio ambiente sociofamliar, preservando seus vínculos e individualidade.
A pedopsiquiatria, assim, aproximou-se dos modelos de Habilitação representados por escolas, ambulatórios e hospitais dias, diferentes dos manic^mios do início do século XX.

A falta de interesse na infância (e de investimentos) – ( in-fante= aquele que não fala. E a discussão entre visões biológicas versus comunitárias (transtorno mental com única etiologia sócio-familiar) vêm prejudicando o tratamento a portadores de sofrimento mental na infância e adolescência em todo o mundo.
Nos Estados Unidos havia 6,73 psiquiatras da infância e adolescência para cada 100.000 jovens (Thomas, 1999). No Brasil, no mesmo ano, havia 200 profissionais habilitados para tal função cadastrados pela associação brasileira de psiquiatria (população de 180 milhoes). 
Pode-se pensar o pouco investimento nas criança em dois lados: o governamental (população economicamente inativa e o pouco interesse de profissionais pelo retorno econômico ser de suma importância numa cultura capitalista e pragmática (Assumpção, 2003)

## BIBLIOGRAFIA
- 1) Foster EM. DOes the continuum of care improve the timing of follow-up Services? J Am Child Adoles Pshychiatry.

- 2) Assumpção, J. & Kuczynski. Tratado de Psiquiatria da Infância e Adolescência - São Paulo: Atheneu, 2003.